# Kim Jung-nam
Dans ce nom coréen, le nom de famille, Kim, précède le nom personnel.
Kim Jung-nam (coréen : 김정남) (né le 28 janvier 1943 à Séoul en Corée du Sud) est un footballeur international sud-coréen, qui évoluait au poste de défenseur, avant de devenir entraîneur.

## Biographie

### Carrière de joueur

#### Carrière en sélection
Avec l'équipe de Corée du Sud, il joue entre 1962 et 1971. 
Il figure notamment dans le groupe des sélectionnés lors des JO de 1964. Lors du tournoi olympique, il joue contre la Tchécoslovaquie puis contre l'Égypte.